# 胡岑巴赫湖

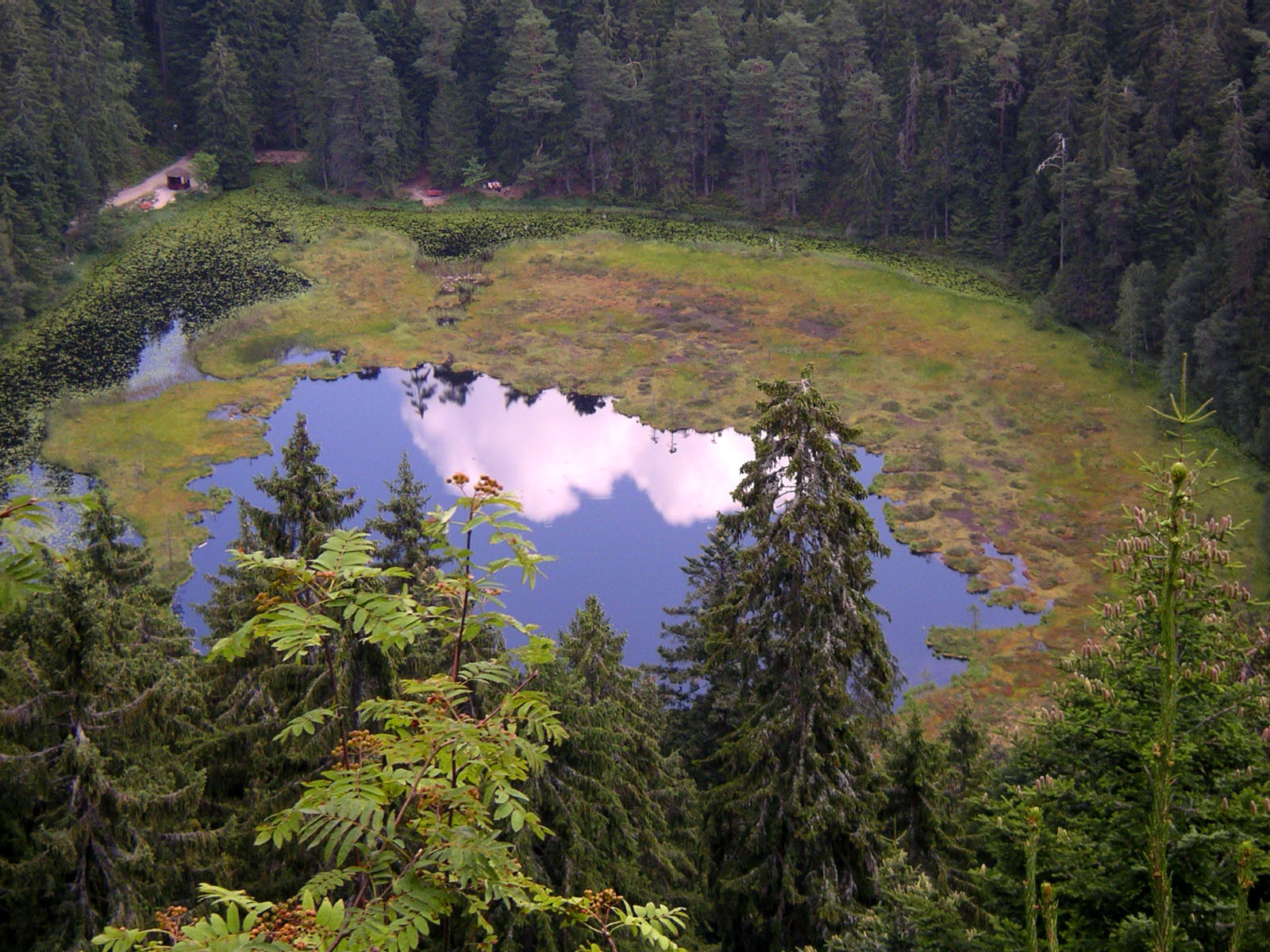

48°34′29″N 8°20′55″E / 48.574641°N 8.348687°E
胡岑巴赫湖（德語：Huzenbacher See），是德國的湖泊，位於該國西南部，由巴登-符騰堡州負責管轄，處於拜爾斯布龍，長0.3公里、寬0.1公里，面積0.03平方公里，海拔高度747米，最大水深7.5米。